# Sedum chuhsingense
Sedum chuhsingense là một loài thực vật có hoa trong họ Crassulaceae. Loài này được K.T. Fu miêu tả khoa học đầu tiên năm 1987.